# Ryota Isomura
Ryota Isomura (磯村 亮太, Isomura Ryota) est un footballeur japonais né le 16 mars 1991. Il évolue au poste de milieu défensif à V-Varen Nagasaki.

## Biographie
Il atteint les demi-finales de la Coupe de la Ligue en 2011 avec le club du Nagoya Grampus.
Il participe à la Ligue des champions d'Asie en 2011 et 2012 avec cette équipe.